# Kishiwada
Kishiwada (岸和田) je grad u Japanu u prefekturi Osaka. Prema popisu stanovništva iz 2005. u gradu je živjelo 200.984 stanovnika.

## Stanovništvo
Prema podacima s popisa, u gradu je 2005. godiine živelo 200.984 stanovnika.
| 1995.   | 2000.   | 2005.   |
| ------- | ------- | ------- |
| 194.818 | 200.104 | 200.984 |